# Glassteuer
Die Glassteuer wurde in Großbritannien 1746 während der Herrschaft des Königs Georg II. eingeführt. Damals wurde Glas nach Gewicht verkauft. Deshalb wurden immer kleinere und aufwendiger dekorierte Glasobjekte hergestellt („Excise glasses“), häufig mit hohlen Stielen. Ab 1780 wurde die Steuer in Irland nicht mehr erhoben, was dazu führte, dass in Cork und Waterford Glasfabriken entstanden. Nach der Wiedereinführung der Steuer im Jahr 1825 ging es mit der Glasindustrie bergab, bis die Steuer 1845 von der Regierung unter Robert Peel komplett abgeschafft wurde.
In der medizinischen Fachzeitschrift The Lancet wurde die Glassteuer damals als “absurde impost on light” (deutsch: „absurde Abgabe auf Licht“) bezeichnet:

“In a hygienic point of view, the enormous tax on glass, amounting to more than three hundred per cent on its value, is one of the most cruel a Government could inflict on the nation […] The deficiency of light in town habitations, in a great measure caused by the enormous cost of glass, is universally admitted to be one of the principal causes of the unhealthiness of cities […]”

„Aus hygienischer Sicht ist die enorme Steuer auf Glas, die über 300 % des Wertes beträgt, eine der größten Grausamkeiten, die eine Regierung der Nation antun kann […] Der Mangel an Licht in städtischen Behausungen, erheblich verursacht durch die enormen Kosten von Glas, ist allgemein anerkannt einer der Hauptgründe dafür, dass Städte so ungesund sind […]“